# 屏边金线兰
屏边金线兰（学名：Anoectochilus pingbianensis）为兰科开唇兰属下的一个种。生于海拔1500米的林下陰濕處。

## 扩展阅读
- 維基物種上的相關：屏边金线兰